# Juan del Castillo
João de Castilho, ou Juan del Castillo, (Belmonte, 14 de setembro de 1595 — Roque Gonzales, 17 de novembro de 1628) foi um sacerdote jesuíta e missionário, e um mártir da Igreja Católica, propagador da religião cristã entre povos indígenas no noroeste do Rio Grande do Sul.

## Biografia
João de Castilho nasceu em 14 de setembro de 1595, em Belmonte, Espanha, no seio de uma família nobre. Recebeu a educação no colégio jesuíta e depois na Universidade de Alcalá, onde cursou Direito. O seu ingresso na Companhia de Jesus ocorreu em 1614. Entrando em contacto com o padre João Viana, entusiasmou-se com a perspetiva de ir evangelizar a América, e ofereceu-se como missionário.
Viajou em 1616 com outros 37 companheiros para Buenos Aires, continuando os seus estudos na Argentina e depois no Chile. Foi ordenado em 1625. O seu trabalho de catequese dos índios ocorreu na região noroeste do Rio Grande do Sul, tendo começado na redução de São Nicolau. Tornou-se conhecido pela sua vida de austeridades e por sua simpatia para com todos.
Ao lado do padre Roque González de Santa Cruz, fundou em 15 de agosto de 1628 a redução de Nossa Senhora da Assunção do Ijuí, na margem direita do rio Ijuí. Após dois meses e meio de organização e encaminhamentos, tornou-se o responsável pela redução, após seu companheiro, Padre Roque, partir para a fundação de uma nova missão jesuítica, que viria a ser chamada de Todos os Santos do Caaró. 

## Morte
Por ordem do cacique Nheçu, influente líder indígena da região que não aceitava a prática missionária, João de Castilho foi martirizado no dia 17 de novembro de 1628, na redução de Assunção do Ijuí, apenas dois dias após a morte de seus companheiros padres Roque Gonzales de Santa Cruz e Afonso Rodrigues e o cacique Adauto, em Caaró. 
Castilho foi amarrado à cavalos e arrastado por um trajeto de quatro quilômetros. Em meio à floresta, após diversas práticas de torturas, teve seu corpo queimado.

## Canonização
O seu processo de beatificação foi concluído em 1934. Após uma ampla campanha da Igreja Católica no Rio Grande do Sul, Argentina, Paraguai e Uruguai, João de Castilho foi canonizado pelo papa João Paulo II em 1988,  junto com os padres Roque González de Santa Cruz e Afonso Rodrigues. Os três ficaram conhecidos como Santos Mártires das Missões.

## Veneração
O local em que João de Castilho atuou como missionário e posteriormente foi morto é palco de peregrinações religiosas anualmente. No santuário de Assunção do Ijuí, interior do município de Roque Gonzales, Rio Grande do Sul, existe desde 1957, uma igreja em sua homenagem. Uma cruz marca o local do seu martírio.
Os Três Mártires das Missões, João de Castilho, Afonso Rodrigues e Roque González de Santa Cruz são lembrados, conjuntamente, no Santuário do Caaró, localizado no município de Caibaté, Rio Grande do Sul. A Romaria ao Caaró, realizada no mês de novembro (próximo a data da morte dos padres), atrai fiéis de várias cidades do Rio Grande do Sul e países vizinhos.